# С'Ганг Гваай
С'Ганг Гваай Линагаай (гайда S'G̱ang Gwaay Llanagaay, дослівно «острів Червоної трісќи»), також відомий як англ. Ninstints або англ. Nans Dins по-англійськи, — село на невеликому острові з такою ж назвою (англ. Острів Ентоні) на південь від головного острова Гайда-Гваї, який знаходиться на схід від материкового узбережжя канадської провінції Британська Колумбія. Залишки великих звичайних кедрових будинків, а також різьблені надгробки і тотемні палі ілюструють мистецтво та побут народу гайда. Село, населене до 1880-х років, пропагує повсякденну культуру народу гайда та їхнє ставлення до землі і моря, засноване на полюванні та рибальстві, і є матеріальним уособленням іхньої вікової традиції. Тому в 1981 році село С'Ганг Гваай було внесене до списку об'єктів всесвітньої спадщини ЮНЕСКО в Північній Америці. Село також належить до заповідної території Національного парку Ґваї Гаанас.

## Назва

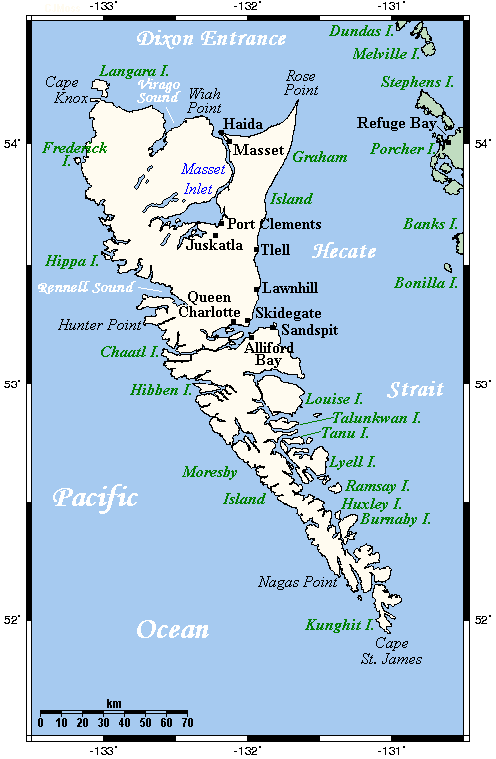
S'G̱ang Gwaay — найпівденніше село гайда, розташоване на маленькому острові Ентоні між центральним островом Морсбі на півночі та заході від найбільш південного острова островів Гайда-Гваї, Кунгіта.

Назва поселення мовою гайда, S'G̱ang Gwaay Llanagaay, за деякими джерелами, нагадує жалібні звуки вітру, що проходить крізь отвори в морських скелях, за іншими — це назва острова Червоної тріски — цінної здобичі місцевих рибалок. Англійська назва Ninstints походить від імені наймогутнішого вождя народу кунгіт-гайда, шанованого від XIX століття.
Протягом XVIII-XIX століть село було також відоме як Коя або Койя (тоб. Кві-а), на честь тодішнього вождя Коягу. Це через те, що тодішнім звичаєм капітанів кораблів було називати індіанські села іменами їхніх вождів.

## Історія
Перші сліди людей на острові датуються майже двома тисячами років. Вожді С'Ганг Гваай підтримували союз з народом цимшіан із села Кікатла на прибережному острові Дельфінів, з яким вони воювали проти гайда з села Скидіґіт, розташованого на східному узбережжі острова Греєм, найбільшого острова Гайда-Гваї.
Під час морської торгівлі хутром з 1780-х років село відвідували британські та американські капітани кораблів. У 1789 році американський капітан Джон Кендрік принизив вождя Коя, ув’язнивши його на кораблі, поки вкрадений одяг не повернули. Через два роки капітан повернувся, і гайди напали на його корабель «Вашингтон».  Вождь Коя, швидше за все, був убитий під час нападу на американський корабель капітана Джона Бойта в 1795 році.
У 1862 році населення С'Ганг Гваай було спустошене епідемією віспи, і до 1885 року більшість вцілілих жителів переїхала до Скидігіт, села своїх колишніх лютих ворогів. Село не було повністю покинуте до 1880 -х років, коли близько 25 індіанців проводили там зиму перед тим, як вирушити на літнє полювання та риболовлю вздовж архіпелагу.

## Особливості
С'Ганг Гваай — найпівденніше село гайда, розташоване на невеликому острові між центральним островом Морсбі на півночі та заході від найбільш південного острова архіпелагу, Кунґіта. У ньому зберігається найбільша кількість тотемів гайда на їхньому природному місці, 32 з них, багато з яких вважаються витворами мистецтва, хоча вони приречені пропасти через вологий клімат тропічних лісів . Ці дерев’яні палі, у формі стилізованих антропозооморфних фігур, стали символом народу гайда та островів Гайда-Гваї, а також головною туристичною визначною пам’яткою.
Крім них збереглося десять великих кедрових будинків, в яких жили великі громади, а також різьблені надгробки з кістками предків. Село дуже віддалене, і до нього можна дістатися тільки на човні або літаку з міст північної частини архіпелагу.
Сам острів має унікальне острівне біологічне різноманіття, яке розвивалося протягом сотень тисяч років і значно відрізняється від сусіднього материка. Таким чином, види, які можна зустріти на суші, такі як американський чорний ведмідь, куниця, горностай і миша-олень (Peromyscus), більші за своїх материкових родичів.
Крім того, близько 1,5 мільйона морських птахів гніздяться вздовж 4700-кілометрового узбережжя островів, причому половину з них можна зустріти на острові С'Ганг Гваай: дзьоборіг (Cerorhinca monocerata), моржик чорногорлий (Synthliboramphus antiquus), топорик (Fratercula cirrhata), іпатка тихоокеанська (Fratercula corniculata), пижик алеутський (Ptychoramphus aleuticus), качурка північна (Oceanodroma leucorhoa). Море біля узбережжя острова є домом для великої кількості морських мешканців, таких як: лосось, оселедець, палтус, себастиди, мідії, краби, морські зірки, восьминоги тощо. Під час міграції в Берингове море сірі кити проводять свою весну вздовж узбережжя архіпелагу разом з дельфінами, морськими свинями і тюленями звичайними (Halichoerus grypus) .

## Зовнішні посилання
- MacDonald, George F. (1983). Ninstints, Haida World Heritage Site. University of British Columbia Press. ISBN 978-0-7748-0163-8.

52°5′56″ пн. ш. 131°13′3″ зх. д. / 52.09889° пн. ш. 131.21750° зх. д.
| Канада | Це незавершена стаття з географії Канади. Ви можете допомогти проєкту, виправивши або дописавши її. |